# Jean Poperen
Jean Poperen (ur. 9 stycznia 1925 w Angers, zm. 23 sierpnia 1997 w Paryżu) – francuski polityk, historyk i nauczyciel akademicki, działacz komunistyczny, poseł do Zgromadzenia Narodowego, w latach 1988–1992 minister ds. kontaktów z parlamentem.

## Życiorys
Z wykształcenia historyk, absolwent Uniwersytetu Paryskiego. Pracował jako nauczyciel, następnie jako wykładowca akademicki na macierzystej uczelni. W pracy naukowej zajmował się zagadnieniami z zakresu rewolucji francuskiej, był autorem biografii Maximiliena de Robespierre'e.
W okresie II wojny światowej od 1943 działał w ruchu oporu. Był aktywistą Francuskiej Partii Komunistycznej i liderem komunistycznych studentów. W 1953 został wysłany do siedziby Kominformu w Bukareszcie. Z partii komunistycznej został wykluczony w 1959. Działał później w lewicowych ugrupowaniach (m.in. w Parti socialiste unifié), po czym dołączył do Partii Socjalistycznej. Od 1971 pełnił kierownicze funkcje w strukturach socjalistów, w latach 80. był jednym z liderów tego ugrupowania.
Od 1977 pełnił funkcję mera Meyzieu. W 1973, 1978, 1981, 1986 i 1988 uzyskiwał mandat deputowanego do Zgromadzenia Narodowego V, VI, VII, VIII i IX kadencji, każdorazowo z departamentu Rodan. Od maja 1988 do kwietnia 1992 zajmował stanowisko ministra do spraw kontaktów z parlamentem w rządach, którymi kierowali Michel Rocard i Édith Cresson.